# Magon I
Magon I – kartagiński król z VI wieku p.n.e., założyciel dynastii Magonidów.

## Panowanie
Magon przejął rządy w Kartaginie po obaleniu Malchusa.
Według rzymskiego historyka Justynusa, Magon „uporządkował organizację wojska, położył podwaliny pod imperium punickie, wzmocnił siłę państwa zarówno sztuką wojenną jak i dzielnością żołnierską”. Prawdopodobnie to on dowodził kartagińską flotą w bitwie morskiej pod Alalią (535 p.n.e.) sprzymierzając się z Etruskami przeciw Fokajczykom.
Następcą Magona został Hazdrubal, prawdopodobnie jego wnuk.